# Deus de Detalhes
"Deus de Detalhes" é um single do cantor Pr. Lucas, parte do álbum Esconderijo, lançado em agosto de 2015 pela gravadora MK Music, com produção musical de Josué Godoi.
A canção foi composta pelo próprio cantor em parceria com sua esposa, Pra. Thaísa, e conta com influências de música cristã contemporânea. A canção também toca na novela Jesus, da Record TV.

O videoclipe da canção foi lançado no mesmo ano e ganhou mais de 20 milhões de visualizações no YouTube.